# Kjøpmannsholmen
Kjøpmannsholmen est une île norvégienne dans le comté de Hordaland. Elle appartient administrativement à Austevoll.

## Géographie
Rocheuse et couverte d'une légère végétation, elle s'étend sur environ 140 m de longueur pour une largeur approximative de 103 m. 